# 董承詔
董承詔（1579年—？），字綸宰、聖臣，號鳴廉，南直隶常州府武進縣人。明朝政治人物。

## 生平
萬曆三十五年（1607年）丁未科進士，初授中書舍人。擢兵部職方司主事，歴升武选司员外郎，荐用杜林、劉綖，凡郡县练兵武职条改钦依，武职之有钦依自此始。时朝议方急兵，言兵者日进，有方道人妄言有翼解飞，科臣请姑试观，承诏廷诤曰：是妖可斩也！坐讦激罢官。已而妖竟无验，上悟，天启四年复起浙江布政司参政。歴升按察使、布政使。浙大藩，多积逋，承诏会计无遗。比入觐，以忤当国，将致辟，上顾御屏有亲书董某姓名，为之动容，着致仕。居家孝友，分子产与犹子同。

## 家族
曾祖董蓀。祖父董祖林。父董徵桂。母趙氏。慈侍下。從兄董用威（贡士）。